# Quinto Servílio Cepião, o Jovem
Quinto Servílio Cepião (em latim: Quintus Servilius Caepio; m. 90 a.C.), dito o Jovem, foi um político e militar romano da gente Servília. Foi eleito pretor em 91 a.C. e recebeu o comando de um exército durante a Guerra Social. Era filho de Quinto Servílio Cepião, cônsul em 106 a.C., famoso por ter sido derrotado pelos cimbros e teutões na Batalha de Aráusio em 105 a.C.. Quinto Servílio Cepião, meio-irmão de Catão, o Jovem e tio (e pai adotivo) de Bruto, era seu filho.

## História
Cepião, o Jovem, se tornou um fervoroso adversário de Druso e de suas leis, que visavam conceder a cidadania romana a todos os aliados italianos. Segundo Plínio, o Velho, a disputa entre os dois começou por causa de um anel de ouro e Cepião estaria implicado no assassinato de Druso. Em 90 a.C., durante a Guerra Social, depois da morte do cônsul Públio Rutílio Lupo e de Lúcio Júlio César ter sido reconvocado a Roma pelo Senado, Cepião recebeu, juntamente com Caio Mário, o comando do exército romano. Quinto Popédio Silão, o líder do chamado "grupo mársico" das forças italianas, um antigo inimigo de Cepião, fingiu desertar e se apresentou a Cepião acompanhado de dois garotos vestidos de púrpura (supostamente seus filhos) e propôs entregar-lhe seu exército se ele fosse imediatamente com ele. Não se sabe que argumentos Silão utilizou para convencer Cepião, mas o fato é que, ao chegarem no local combinado, ele foi preso e decapitado.

## Família
Cepião se casou com Lívia Drusa, irmã do tribuno da plebe Marco Lívio Druso, com quem teve três filhos: Servília Maior, a famosa amante de Júlio César, mãe de Marco Júnio Bruto e sogra de Caio Cássio Longino; uma outra filha, Servília Menor, a esposa de Lúculo; e um filho, Quinto Servílio Cepião. Ele se divorciou de Lívia depois de sua disputa política e pessoal com Druso e ela, mais tarde, se casou com Marco Pórcio Catão Saloniano, com quem teve Catão, o Jovem, que seria depois o mais inflexível e fanático adversário de César.

## Bibliografía
- Amela Valverde, Luis (2007). El Toro contra la Loba. (em espanhol). Madrid: SIGNIFER. ISBN 84-934612-6-1
- Apiano (1591). Gueras Civis (em espanhol). Barcelona: Sebastián de Cormellas